# Wieczorem
Wieczorem (Włodek Pawlik / Józef Czechowicz) – album koncertowy Włodka Pawlika z udziałem licznych wokalistów (Dorota Miśkiewicz, Kuba Badach i artyści lubelskiej sceny muzycznej), z jazzowymi kompozycjami powstałymi do liryków Józefa Czechowicza. To muzyczny hołd dla lubelskiego poety-awangardzisty okresu międzywojnia. Nagrania dokonano 12 kwietnia 2013 r. w Teatrze Starym w Lublinie. Premiera projektu muzycznego Wieczorem miała miejsce wcześniej, 2 marca 2013 r., również na scenie Teatru Starego, ze scenografią autorstwa Justyny Łagowskiej, konsultacjami reżyserskimi Janusza Opryńskiego. Album został wydany w formie książeczki z płytą CD, charakterystycznie dla wydawnictw Agory SA.

## Lista utworów
| 1.  | „Na wsi” + Kuba Badach | 5:38    |
|     | |         |
| 2.  | „Księżyc w mieście” + Dorota Miśkiewicz | 6:03    |
|     | |         |
| 3.  | „Pod dworcem głównym w Warszawie” + Łukasz Jemioła | 5:53    |
|     | |         |
| 4.  | „Po kąpieli” + Ania Michałowska | 4:26    |
|     | |         |
| 5.  | „Przemiany” + Jan Kondrak | 5:27    |
|     | |         |
| 6.  | „Elegia uśpienia” + Piotr Selim | 4:55    |
|     | |         |
| 7.  | „Knajpa” + Dorota Miśkiewicz, Jan Kondrak | 6:19    |
|     | |         |
| 8.  | „Inicjał w błyskawicy” + Kuba Badach | 5:51    |
|     | |         |
| 9.  | „Wieczorem” + Dorota Miśkiewicz, Kuba Badach | 4:18    |
|     | |         |
| 10. | „Z kroniki bibliofilów lubelskich” + Natalia Wilk | 4:20    |
|     | |         |
| 11. | „Muzyka ulicy Złotej” Dorota Miśkiewicz | 5:30    |
|     | |         |
| 12. | „Przez kresy” + Jolka Sip | 4:06    |
|     | |         |
| 13. | „Piosenka czeski domek” + Kuba Badach | 3:45    |
|     | |         |
| 14. | „Modlitwa żałobna” + wszyscy wykonawcy (Ania Michałowska, Dorota Miśkiewicz, Jan Kondrak, Jolka Sip, Kuba Badach, Łukasz Jemioła, Natalia Wilk, Piotr Selim) | 5:10    |
|     | |         |
|     | | 1:11:41 |
|     | |         |

## Twórcy
- Włodek Pawlik - wybór wierszy Józefa Czechowicza, kompozycje, aranżacja, kierownictwo muzyczne
- wokaliści: Kuba Badach, Dorota Miśkiewicz, Łukasz Jemioła, Jan Kondrak, Anna Michałowska, Piotr Selim, Jolka Sip, Natalia Wilk
- zespół muzyczny: Włodek Pawlik - fortepian; Paweł Pańta - kontrabas, gitara basowa; Cezary Konrad - perkusja
- montaż, zgranie, mastering, realizacja nagrania, miks - Leszek Kamiński, Studio S4 Polskiego Radia
- koordynacja produkcji - Ludwika Kłoczkowska-Mazur
- producent wykonawczy - Teatr Stary w Lublinie
- dyrektor - Karolina Rozwód